# オリッサ飢饉 (1866年)
1866年のオリッサ飢饉（1866ねんのオリッサききん）とは、マドラス（現チェンナイ）からベンガルにいたるインド東海岸（現在のオリッサ州を中心とする地域）を襲った飢饉のことである。おおよそ46万平方キロメートルのこの地域には、4750万の人々が当時住んでいたが、地理的には他のインドの諸地域とは隔絶された地域であった 。

## 原因
19世紀に頻発したほかのインドの飢饉と同様に、飢饉の発生原因は旱魃にある。この地域の住民は冬季に生産されるコメに食糧を依存していた。しかし、1865年、吹くべきはずのモンスーンがほとんど吹くことがなかった 。加えて、ベンガル州政府は、どれだけの人々がこの地域に居住しているのかを把握し切れておらず、そのため、本当に救済に必要な食料を確保することが出来なかった。
結果として、食糧の備蓄が減り始め、1866年5月までに状況が悪化するとともに、夏のモンスーンの季節が到来した 。

## 救援活動
地理的に隔絶された地域への食料の輸送作業は悪天候のため、難航した。また、この地域のインフラストラクチャーが貧弱だったこともあり、船によるオリッサ外からの食糧の輸送は困難であると同時に、内陸部の輸送も困難であった。帝国政府は、1万トンのコメをこの地域に運んだが、9月よりも前に、飢えに苦しむ人々の口には届かなかった 。
飢えと疫病（夏のモンスーンが吹く以前はコレラ、吹いた後にはマラリア）により、少なくともオリッサでは人口の3分の1にあたる100万人が1866年中に、その後2年間で、おおよそ400から500万人が死亡した 。
1866年に降った豪雨はまた、洪水を引き起こし、オリッサ低地部のコメ生産を破壊した。2年連続の少雨を予想していた帝国政府は、結果として、定価で4万トンのコメを購入し、この地域の救済に充てた。とはいえ、この4万トンの数字は多くを見積もりすぎた数字であり、続く1867年の大豊作を迎えるまでに消費されたコメの量はその半分に過ぎなかった。
飢饉は1868年に終焉を迎えたが、帝国政府が飢饉の救済に9500万ルピーを支出することとなったが、これだけ多い支出になったのは、輸入されたコメの価格が高いことにあった 。